# 四溴化锇
四溴化锇是一种锇的溴化物，化学式OsBr4。

## 制备
四溴化锇可以由锇和溴直接在高温高压下反应而成。
{\displaystyle {\ce {Os + 2Br2 -> OsBr4}}}
它也可以由四氯化锇和溴在 330 °C 和高压下反应而成。四溴化锇可以由四氧化锇和溴化氢的酒精溶液反应而成。

## 性质
四溴化锇是一种黑色固体。在 350 °C 时，四溴化锇与空气反应，形成 Os2OBr6。

## 反应
在 300–400 °C 的密闭环境中，四溴化锇会分解成三溴化锇。
{\displaystyle {\ce {2OsBr4 -> 2OsBr3 + Br2}}}

## 相关物质
- 三溴化锇（OsBr3.4~3.6）：最初的文献试图通过锇和溴在加热、加压下反应得到OsBr3（CAS：59201-51-3），[5]但实际上得到的是Os2OBr6。[6]在对四溴化锇热分解的研究中发现，生成的“三溴化锇”实际上是非整比化合物OsBr3.4~3.6。[7]